# نيشان الافتخار
نيشان الافتخار (بالتركية: İftihar Nişanı)‏ هو وسام ملكي تونسي أسس في 1252 هـ/1836 من قبل مصطفى باي، وبقي موجودا حتى إلغاء الملكية في 1957.

هذا الوسام ذو الصنف الواحد البداية، قدم أولا للكونت جوزيف رافو ترجمان ومستشار الباي. ثم طرأت عليه تغييرات في حكم أحمد باي الأول الذي جعله في عدة أصناف. نيشان الافتخار هو أول الأوسمة الحسينية وضعا، ولكنه الرابع من حيث الاعتبار والقيمة.

## التاريخ
أحدث نيشان الافتخار من قبل مصطفى باي وقلده لمستشاره في الشؤون الخارجية وترجمانه جوزيف رافو، واكتفى بذلك ليرى ردة فعل العامة والخاصة تجاه منح وسام لمتوظف مسيحي. حسب لويجي كاليغاريس (المدير الأول لمدرسة باردو الحربية) فإن فكرة إنشاء نيشان الافتخار كانت لحسين باي، لكنه توفي قبل إتمامها، فأكملها من بعده أخوه مصطفى باي.

عند وفاة مصطفى باي، تقلد مقاليد الحكم إبنه أحمد باي الأول، فلبس نيشان والده وغير عبارة «مصطفى» بعبارة «أحمد». شرع كذلك في إحداث تغييرات عليه، حيث أصبح مستديرا ومتكونا من أربعة أصناف كلها مرصعة بالياقوت. تقلد هو نفسه هذا النيشان، وقلده لوزرائه ورجال دولته وقادة جيشه إضافة إلى الضباط الفرنسيين الذين يشرفون على تدريس جيش الباي. وذكرت عديد المصادر أنه بالغ في منحه للوزراء والأعيان التونسيين منهم والأجانب، ويذكر أنه عندما زار فرنسا في 1845 منح رجال الدولة الفرنسية حوالي 30 نيشانا من مختلف الأصناف.

عند عودته من فرنسا، أضاف الصنف الأكبر للنيشان مصحوبا بوشاح أخضر، واقتبس ذلك عن وسام جوقة الشرف الفرنسي.

بعد وفاة أحمد باي الأول في 1855، قرر خلفه محمد باي الحد من الإسراف في هذا المجال، حيث أبطل النياشين المرصعة باليقاوت واسترجعها وباعها لفائدة الدولة، ما عدا الصنف الأكبر الممنوح للملوك، أما البقية فغيرها بنياشين من الفضة. عند وصول محمد الصادق باي للحكم في 1859، لم يدخل علي تغييرات، ولكنه حدده بقانون. بقيت النياشين تصنع من الفضة، حيث ذكر المؤرخ محمد بن الخوجة أنه في 1873 تم صناعة 500 نيشان من الصنف الثاني و500 من الصنف الثالث و500 من الصنف الرابع، بلغت قيمتها فضةً وصناعةً 43 ألف ريال تونسي.

كان النيشان في البداية يمنح للرجال فقط، لكن مع مرور الوقت تقلدته عدة نساء، مثل زوجة المقيم العام الفرنسي غابرييل ألابتيت والسيدة إيجنشنك مديرة مدرسة البنات المسلمات بتونس.

ذكر المؤرخ محمد بن الخوجة أن الأغلبية الساحقة من وجهاء وأعيان تونس متقلدون لنيشان الافتخار وأنه قل أن تجد ضابطا أو متوظفا تونسيا أو فرنسيا غير متقلد له، وذكر أيضا أن محمد الناصر باي منح حوالي 400 نيشان من أصناف مختلفة عندما زار باريس في 1911. من جهة أخرى، فإن العادة جرت على ألا يتقلد الفقهاء والشيوخ نيشان الافتخار، فلا هم يطلبونه ولا هو يُعرَضُ عليهم.

## المواصفات
عند إحداث النيشان من قبل مصطفى باي، كان بيضوي الشكل، تعلوه نجمة وهلال، ويتوسطه اسم الباي «مصطفى» منقوش بالألماس.

أحمد باي الأول من جهته أحدث عدة تغييرات على النيشان، فغير عبارة مصطفى بعبارة أحمد، وجعله مستديرا عوض شكله البيضوي وأصبح يتكون من أربعة أصناف، كلها مرصعة بالياقوت: الصنف الأول (يحمل على الصدر للجهة اليمنى)، الصنف الثاني (يلبس بالطوق)، الصنف الثالث والرابع (يحملان على الصدر للجهة اليسرى). في 1845، أضاف الصنف الأكبر للنيشان مصحوبا بوشاح أخضر.

محمد باي قرر إبطال النياشين المرصعة بالياقوت (ما عدا الصنف الأكبر الممنوح للملوك)، وعوضها بالفضة.
الأصناف
- الصنف الأكبر أو الوشاح الأكبر (Grand-cordon).
- الصنف الأول (Grand officier).
- الصنف الثاني (commandeur).
- الصنف الثالث (officier).
- الصنف الرابع (chevalier de 1re classe).
- الصنف الخامس (chevalier de 2nd classe).

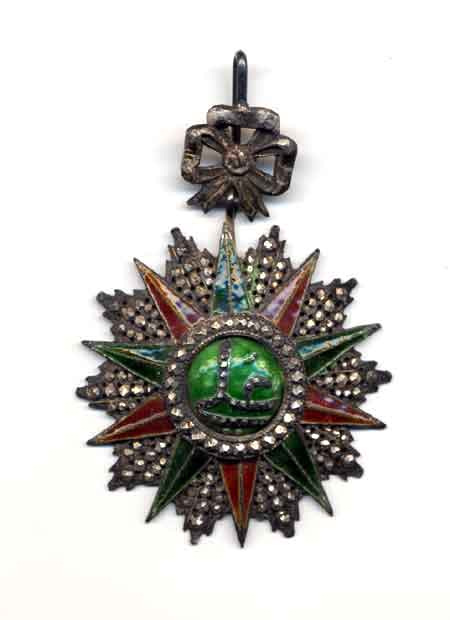
الصنف الثاني يحمل اسم علي باي الثالث (مصنوع في تونس)
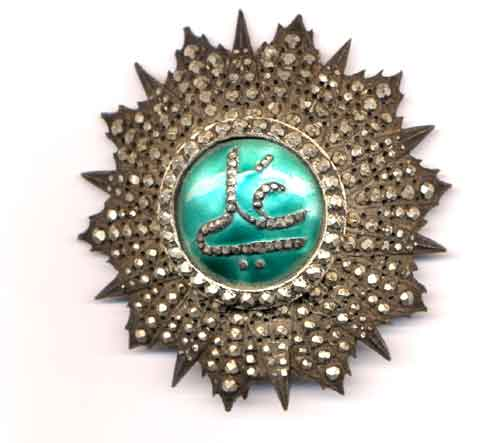
الصنف الأول يحمل اسم علي باي الثالث (مصنوع في تونس)
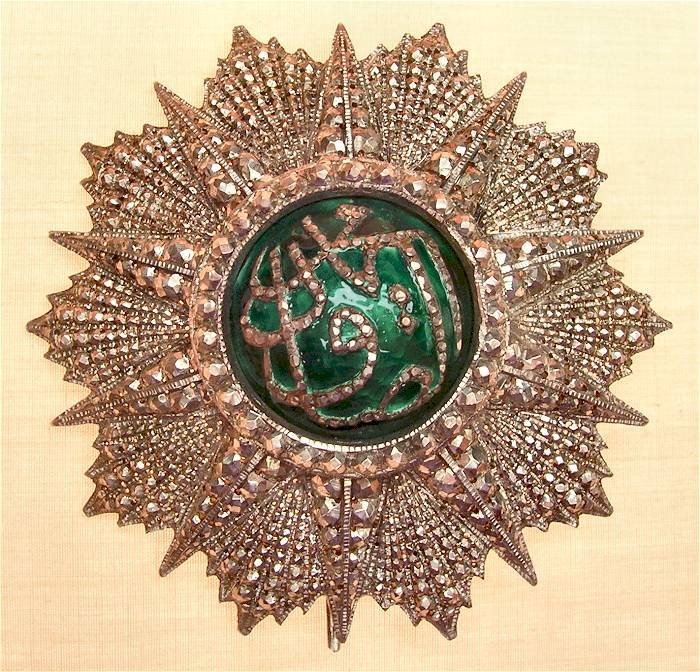
الصنف الأول يحمل اسم محمد الصادق باي (مصنوع في تونس)
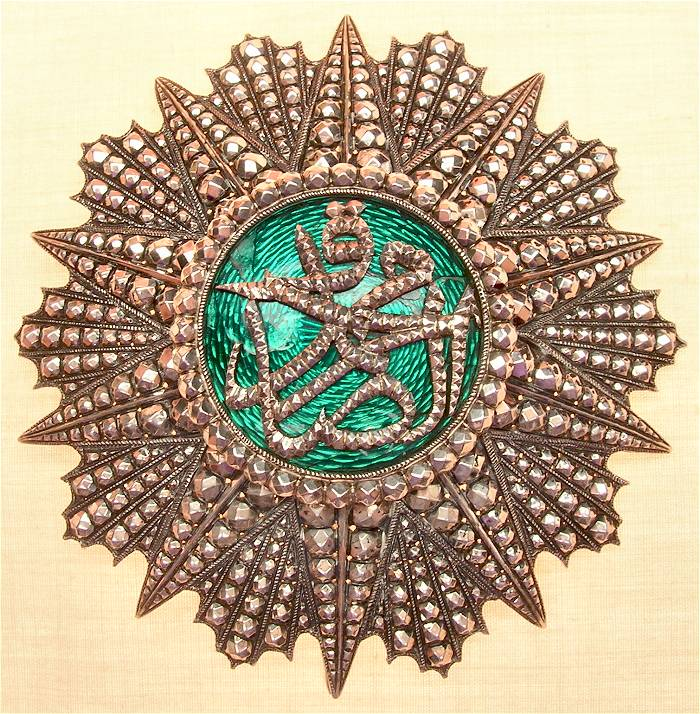
الصنف الأول يحمل اسم محمد الصادق باي (مصنوع في فرنسا)

## الشهادة
|                                                                                |  |  |
| شهادتين للصنف الرابع بالعربية (يمين) والفرنسية (يسار) منح في 1935 لجندي فرنسي. |  |  |

كانت الشهادة في البداية تكتب بخط اليد، قبل أن تصبح على ورقة خاصة، ونصها هو:

«الحمد لله وحده،

من عبد الله سبحانه المتوكل عليه المفوض جميع الأمور إليه (اسم الباي) صاحب المملكة التونسية،

إلى (اسم المتقلد)

أما بعد فإنه بمقتضى مطلب وزيرنا (اسم الوزير ووزارته) لما لكم من الشأن، ألبسناكم هذا النيشان المطرز باسمنا وهو من الصنف (نوع الصنف) من نيشان الافتخار في رسمنا. فالبسه بالهناء والعافية، وكتب بسراية (مكان التقليد).

في (التاريخ)

توقيع: (اسم الوزير الأكبر).»

## مقالات ذات صلة
- أوسمة تونس